# Léon (Landes)
Léon település Franciaországban, Landes megyében. Lakosainak száma 2182 fő (2022. január 1.). Léon Azur, Castets, Magescq, Messanges, Moliets-et-Maa, Saint-Michel-Escalus, Soustons és Vielle-Saint-Girons községekkel határos.

## Népesség
A település népességének változása:
| Lakosok száma | 1189 | 1363 | 1330 | 1665 | 1981 | 1963 | 1940 | 1918 | 1932 | 2182 |
|               | 1968 | 1982 | 1990 | 2006 | 2013 | 2015 | 2017 | 2019 | 2020 | 2022 |